# Hurt (banda)
Hurt é uma banda de rock formada em 2000, na Virgínia, Estados Unidos, e localizada agora em Los Angeles, Califórnia.
A banda é formada pelo vocalista J. Loren Wince, o guitarrista Paul Spatola, e o baterista Evan Johns. O baixista Josh Ansley deixou a banda em Abril de 2008, devido a razões pessoais, e foi substituído por Rek Mohr (antigo baixista da banda Leo) em Maio do mesmo ano.
Não se sabe ao certo se há algum motivo em especial para o nome "Hurt", apesar de muitos afirmarem ser uma homenagem a música de mesmo nome do Nine Inch Nails. Em 2000, a banda lança o álbum homónimo Hurt por uma gravadora independente bem como em 2003, com The Consumation. A banda recebeu críticas positivas pelo seu álbum de estreia, Vol. I, lançado a 21 de Março de 2006. Apesar disso, os singles "Rapture" e "Falls Apart" tiveram pouco impacto nas rádios de rock nos Estados Unidos. O seu segundo álbum, Vol. II lançado a 25 de Setembro de 2007, teve um maior impacto junto dos media, através do single "Ten Ton Brick".
A banda está a trabalhar no próximo álbum, já intitulado de "Goodbye to the Machine". O disco está na fase de produção e será lançado pela gravadora Amusement.
A 12 de Maio de 2009, a banda recebeu um prémio pela canção "Ten Ton Brick" durante a edição dos SESAC.

## História
A banda era composta por J. Loren, de 15 anos de idade e Wil Quaintance. Mais tarde conheceram Steven Fletcher que seria o baixista. A banda escolheu o seu nome quando gravavam o seu disco homónimo. Pela banda passaram nove baixista, sendo cinco deles membros permanentes da banda. Tiveram igualmente dois guitarristas e dois bateristas, incluindo o atual Evan Johns.

### A estreia
Em 2000, a banda edita o álbum homónimo, que foi escrito e interpretado por J. Loren e Wil Quiantance na bateria, com a programação a ficar ao cargo de Brian Winshell em todo o disco com a exceção da faixa "Confession", que foi por Jonathan Minis. Michael Shoulders disse numa entrevista:
| “ | "It was poorly done and actually diminishes from the intentions behind the songs." | ” |

### The Consumation
Em 2003, a banda lança The Consumation. O disco foi escrito e interpretado mais uma vez por J. Loren Wince, com Wil Quaintance na bateria, Shawn Sawyer no baixo, com Brian Winshell na produção em "House of Cards" e "Velvet Rolls Royce."

### A descoberta
A banda conheceu Tom Lewis em 2005, num programa de televisão em Nova Iorque, onde um amigo de Lewis, Jay Silverman, forneceu-lhe um disco da banda. Após o contato inicial com o vocalista J. Loren, passou-se quase oito meses atá ouvirem notícias de Tom Lewis. A banda acabou por se reunir com Lewis e a sua companhia (Metropolitan Hybrid), que iniciou a carreira da banda.
A banda entrou em estúdio para graver a sua demo, que ajudasse a encontar uma gravadora. Após resolver alguns pontos com o baterista da banda, houve uma sessão com Evan Johns, que acabou por fazer parte da banda, tendo mesmo Loren concordado.
Mais tarde o baixista da banda, decidiu abandonar os Hurt, sendo substituído por Josh Ansley, antigo baixista da banda Streetlight Manifesto.
Nesta altura a banda estava em conversações com diversas gravadoras, incluindo Columbia Records, Interscope Records, Island Records, Universal Records, Virgin Records e a Atlantic Records, mas não houve acordo entre nenhumas das partes.

### Vol. IeVol. II
Os álbuns Vol. 1 e Vol. II foram produzidos por Eric Greedy, e o plano inicial era colocá-los ambos no mercado, mas como tinham assinado há pouco tempo com a Capitol e era um investimento muito elevado. Em vez disso, levaram mais tempo a preparar o Vol. II e a torná-lo melhor.
Vol. I foi lançado a 21 de Março de 2006, pela gravadora Capitol Records. Foi produzido por Eric Greedy e saíram três singles do disco: "Rapture," "Falls Apart" e "Danse Russe".
Vol. II foi lançado a 25 de Setembro de 2007, igualmente pela Capitol. Foi produzido por Eric Greedy e saíram dois singles do disco: "Ten Ton Brick" e "Loded".

### The Re-Consumation
The Re-Consumation foi lançado a 19 de Fevereiro de 2008, que foi uma reedição do álbum "The Consumation". A nova edição continha três novas gravações, enquanto outras duas gravações foram feita já com a intenção de reedição.
A 3 de Abril de 2008, o baixista Joshua Ansley anunciava que iria deixar a banda, com o objetivo de seguir o sonho de ser ator, escritor e diretor.

### Goodbye to the Machine
A 12 de Maio de 2008, a gravadora Capitol Records informava a banda de que iria deixar de representá-los. Após a versão oficial dada, Wince suspeitava que seria por razões "meramente financeiras". Apesar disso, a torné continuaria como planeado.
Foi anunciado na página oficial da banda que o novo álbum intitulado Goodbye To The Machine será lançado em 2009, sob o selo da Amusement. A 14 de Janeiro foi anunciado uma data definitiva, sendo a 14 de Abril de 2009. Também já foram divulgados diversos títulos de faixas.

## Membros

### Atuais
- J. Loren Wince - vocal, guitarra, violino, banjo (2000 - presente)
- Paul Spatola - guitarra, vocal de apoio, dobro, piano (2004 - presente)
- Rek Mohr - baixo (2008 - presente)
- Evan Johns - bateria, piano (2004 - presente)

### Antigos
- Steven Fletcher - baixo (2000 - 2004)
- Joshua Ansley - baixo, vocal de apoio (2004 - 2008)
- Wil Quaintance - bateria (2000 - 2004)

## Discografia

### Álbuns de estúdio
- 2000 - Hurt
- 2003 - The Consumation
- 2006 - Vol. I
- 2007 - Vol. II
- 2009 - Goodbye To The Machine
- 2012 - The Crux

### Outros
- 2007 - The Blackmarket EP
- 2008 - The Re-Consumation